# Linia kolejowa nr 972
Linia kolejowa nr 972 – jednotorowa, niezelektryfikowana linia kolejowa znaczenia miejscowego, łącząca stację Pawłowice Małe z bocznicą szlakową Pawłowice Małe Fabryczny.
Linia umożliwia eksploatację Huty Miedzi Legnica przez pociągi towarowe, jadące bezpośrednio z kierunku Złotoryi, a z postojem na Pawłowicach Małych ze strony Legnicy.